# Schneehübel
Schneehübel (que en alemán literalmente quiere decir Colina de Nieve), es una montaña en la parte occidental de la cordillera Erzgebirge en el estado de Sajonia, parte del país europeo de Alemania. Al mismo tiempo, la Schneehübel es la montaña más alta de la región de Vogtland..